# Gerontia
Gerontia is een geslacht van weekdieren uit de klasse van de Gastropoda (slakken).

## Soort
- Gerontia pantherina Hutton, 1882

## Nieuwe soortnaam
- De soort Gerontia cordelia Hutton, 1883 is in 1952 als typesoort ondergebracht in een nieuw geslacht, genaamd Delouagapia, en heet nu Delouagapia cordelia (Hutton, 1883)